# Jan Ludvig
Jan Ludvig (* 17. září 1961, Liberec) je bývalý český hokejový útočník. Po skončení aktivní kariéry kvůli zranění kolena působil jako scout pro tým New Jersey Devils. V současnosti působí jako asistent trenéra v HC Dynamo Pardubice. Jeho syn John Ludvig je také hokejista.

## Hokejová kariéra
V československé lize hrál za CHZ Litvínov. Nastoupil ve 3 ligových utkáních. Získal zlatou medaili na Mistrovství Evropy juniorů v ledním hokeji 1979 a byl vyhlášen nejlepším útočníkem turnaje a zvolen do All-Star týmu. V roce 1981 emigroval. V zámoří hrál v juniorské WHL za Kamloops Junior Oilers a v nižší CHL za Wichita Wind. Do NHL nebyl draftován, ale hrál za New Jersey Devils a Buffalo Sabres. V NHL nastoupil ve 314 utkáních, dal 54 gólů a měl 87 asistencí. V nižších soutěži AHL hrál za Maine Mariners.

## Prvenství
- Debut v NHL – 1. listopadu 1982 (New Jersey Devils proti Calgary Flames)
- První gól v NHL – 27. listopadu 1982 (Calgary Flames proti New Jersey Devils, kanadskému brankáři Don Edwards)
- První asistence v NHL – 1. prosince 1982 (New Jersey Devils proti Toronto Maple Leafs)

## Klubová statistika
| Sezóna       | Klub                   | Soutěž       |     | Základní část | Základní část | Základní část | Základní část | Základní část |   | Play off | Play off | Play off | Play off | Play off |
| Sezóna       | Klub                   | Soutěž       | Z   | G             | A             | B             | TM            | Z             | G | A        | B        | TM       |          |          |
| 1980/1981    | CHZ Litvínov           | ČSHL         | 3   | 0             | 0             | 0             | 0             | —             | — | —        | —        | —        |          |          |
| 1981/1982    | Kamloops Junior Oilers | WHL          | 37  | 31            | 34            | 65            | 36            | 4             | 2 | 0        | 2        | 7        |          |          |
| 1981/1982    | Wichita Wind           | CHL          | 0   | 0             | 0             | 0             | 0             | 3             | 2 | 0        | 2        | 0        |          |          |
| 1982/1983    | Wichita Wind           | CHL          | 9   | 3             | 0             | 3             | 19            | —             | — | —        | —        | —        |          |          |
| 1982/1983    | New Jersey Devils      | NHL          | 51  | 7             | 10            | 17            | 30            | —             | — | —        | —        | —        |          |          |
| 1983/1984    | New Jersey Devils      | NHL          | 74  | 22            | 32            | 54            | 70            | —             | — | —        | —        | —        |          |          |
| 1984/1985    | New Jersey Devils      | NHL          | 74  | 12            | 19            | 31            | 53            | —             | — | —        | —        | —        |          |          |
| 1985/1986    | New Jersey Devils      | NHL          | 42  | 5             | 9             | 14            | 63            | —             | — | —        | —        | —        |          |          |
| 1986/1987    | New Jersey Devils      | NHL          | 47  | 7             | 9             | 16            | 98            | —             | — | —        | —        | —        |          |          |
| 1986/1987    | Maine Mariners         | AHL          | 14  | 6             | 4             | 10            | 46            | —             | — | —        | —        | —        |          |          |
| 1987/1988    | Buffalo Sabres         | NHL          | 13  | 1             | 6             | 7             | 65            | —             | — | —        | —        | —        |          |          |
| 1988/1989    | Buffalo Sabres         | NHL          | 13  | 0             | 2             | 2             | 39            | —             | — | —        | —        | —        |          |          |
| 2001/2002    | Bílí Tygři Liberec     | 1.ČHL        | 6   | 0             | 1             | 1             | 29            | —             | — | —        | —        | —        |          |          |
| Celkem v NHL | Celkem v NHL           | Celkem v NHL | 314 | 54            | 87            | 141           | 418           | —             | — | —        | —        | —        |          |          |

## Reprezentace
| Rok                       | Tým                       | Soutěž                    | Z | G | A | B | TM |
| ------------------------- | ------------------------- | ------------------------- | - | - | - | - | -- |
| 1979                      | Československo 18         | MEJ                       | 5 | 5 | 0 | 5 | 8  |
| Juniorská kariéra celkově | Juniorská kariéra celkově | Juniorská kariéra celkově | 5 | 5 | 0 | 5 | 8  |